# Diego Ronchini
Diego Ronchini (Imola, 9 december 1935 - aldaar, 18 april 2003) was een Italiaans wielrenner.

## Belangrijkste overwinningen
1957
- Ronde van Lombardije

1958
- Ronde van Emilië

1959
- Ronde van Lazio
- Italiaans kampioenschap op de weg, Elite

1960
- Trofeo Baracchi

1961
- Ronde van Emilië

1962
- Ronde van Romagna

1964
- Ronde van Reggio Calabria

## Resultaten in voornaamste wedstrijden
| Jaar | Ronde van Italië | Ronde van Frankrijk | Ronde van Spanje |
| ---- | ---------------- | ------------------- | ---------------- |
| 1956 |                  |                     |                  |
| 1957 |                  |                     |                  |
| 1958 |                  |                     | opgave           |
| 1959 | ↑                |                     |                  |
| 1960 | 8e               |                     |                  |
| 1961 |                  |                     |                  |
| 1962 | opgave           | opgave              |                  |
| 1963 | 5e               |                     |                  |
| 1964 |                  |                     |                  |
| 1965 |                  | 86e                 |                  |
| 1966 | opgave           |                     |                  |

| Jaar | Milaan-San Remo | Ronde van Vlaanderen | Parijs-Roubaix | Ronde van Lombardije | Waalse Pijl |  | WK op de weg |
| ---- | --------------- | -------------------- | -------------- | -------------------- | ----------- |  | ------------ |
| 1956 |                 |                      |                | 8e                   |             |  |              |
| 1957 | 14e             |                      |                | Goud                 |             |  |              |
| 1958 | 74e             |                      |                | 16e                  |             |  |              |
| 1959 | 29e             |                      | 33e            | 13e                  |             |  | 5e           |
| 1960 | 62e             |                      | 37e            | Zilver               |             |  |              |
| 1961 | 31e             |                      | 42e            |                      |             |  | 16e          |
| 1962 | 5e              |                      |                |                      |             |  |              |
| 1963 |                 |                      |                |                      | 20e         |  |              |
| 1964 |                 | 20e                  |                |                      |             |  |              |
| 1965 |                 |                      |                |                      |             |  |              |
| 1966 |                 |                      |                |                      |             |  |              |